# アンドレ・フランシスコ・ウィリアムス・ロチャ・ダ・シルヴァ
アンドレジーニョ (Andrezinho) こと、アンドレ・フランシスコ・ウィリアムス・ロチャ・ダ・シルヴァ（ポルトガル語: Andre Francisco Williams Rocha da Silva, 1986年2月12日 - ）は、ブラジル・ミナスジェライス州出身のサッカー選手である。ポジションはミッドフィールダー。

## 経歴

### ブラジル
クルーベ・ド・レモのユース出身でそのままプロ昇格し、2007年にプロ初出場を果たした。パラナ州選手権に参戦し、17試合2得点の活躍を挙げ、リーグ制覇を成し遂げた。
その後、コリンチャンスに移籍するものの出場機会は乏しく、グアラニ、パウリスタと渡り歩いた。
パウリスタFC在籍中の2009年には中華人民共和国の杭州緑城にレンタル移籍をした。その後、ブラジルに戻りモジミリン、カタンドゥヴェンセに在籍した。

### ハンガリー
2010年から2011年にかけてはハンガリーのフェレンツヴァーロシュに移籍した。2010年の夏にこのチームで数試合の親善試合を経ての加入であった。当初の契約は2年契約で更に1年のオプションと云う形であったが、2011年夏に彼の芳しくないコンディションを踏まえ、契約の質を落とした物をクラブに提示された。彼はこれを拒否し、クラブから去る事となった。

### マレーシア
2012年にはマレーシアのジョホールFAに加入した。ジョホールFAではマレーシアカップへの出場に大きく貢献した。
翌2013年4月には、同じジョホールバルを本拠地とする同国の強豪ジョホール・サザン・タイガースに移籍した。この移籍は両方のクラブの所有者が同一であった事から容易になされた。

### リトアニア
2013年にはリトアニアのVMFDジャルギリスに移籍した。
2014年になるとブラジルに帰り、アメリカ-RNに加入した。

### インドネシア
2015年2月には、インドネシアのバリト・プテラに加入し、背番号10番をつけた。彼のデビュー戦となったのは2015年4月7日に行われたインドネシア・スーパーリーグのアレマ・クロノス戦であった。しかし、僅か2試合の出場で同クラブを退団した。

### スーダン
2015年5月には、スーダンのアル・ヒラル・オムドゥルマンに加入。6月27日のTPマゼンベとのCAFチャンピオンズリーグ2015の試合で初出場を果たした。
2015年12月には、再びマレーシアに戻りPDRM FAに加入した。